# Халявин
Халя́вин — село в Україні, у Новобілоуській сільській громаді Чернігівського району Чернігівської області. До 2020 орган місцевого самоврядування — Халявинська сільська рада.
Населення становить 1109 осіб.
У селі розташована Чернігівська обласна психо-неврологічна лікарня. Поблизу — Халявинський ліс.

## Історія
«Положение имеет на столбовой дороге из Чернигова в Слободу Добрянку; от Чернигова на западной стороне от пахотного поля, на возвышенных бугристых местах, по обеим сторонам речки Стрижне».
Очевидно, виникло як хутір наприкінці 1620-х рр. внаслідок активної колонізаційної політики чернігівських міщан після надання Чернігову в 1623 р. Магдебурзького права.
Після вигнання поляків — рангове володіння чернігівських полковників. Хоча 12 травня 1664 р. в універсалі гетьмана Івана Брюховецького нагадувалось про збереження за громадами селищ Халявин, Велика Вісь та інших давнього обов'язку виконувати повинності в м. Чернігові та сплачувати податки до міської скарбниці. А в лютому 1690 р. делегація чернігівського магістрату відвідала Москву і серед іншого сподівалася юридично закріпити за ратушею «нічийне» приміське село Халявин, однак ствердної відповіді не отримала. Після чого місто остаточно втратило контроль над селом.
Чернігівський полковник Павло Полуботок (1705—1723 рр.) захопив Халявин у власне володіння і передав нащадкам, але від них воно було відібрано, як рангова маєтність, і повернуто у державне відомство. Так було до 1797 р., коли село разом з Янівкою було надано судді 2-го департаменту Генерального суду Григорію Милорадовичу.
Основні козацькі родини: Половецькі, Зубкі, Дейнеки, Куделі, Фесюни, Петрушинці.
Отамани: Шмака Данило (1694), Дейнека Михайло (1724, 1732), Пуховий Петро (1747, 1750), Зубок Гришко (1755), Зубок Мойсей (1756, 1757, 1759), Зубок (1762), Богданенко Авакум (1764).
Двори козацької старшини: значкового Федора Половецького (1740, 1741, 1747, 1750), значкового Карпа Половецького (1740, 1741, 1747, 1750), значкового Леонтія Половецького (1740, 1741), значкового Івана Половецького (1747, 1750, 1767 — разом із дружиною значкового Корнія Половецького Євфимією), Михайла Деренковського (1740), значкових Половецьких (1755), абшитованного значкового товариша Юхима Половецького (1767), значкового товариша Івана Кужільного (1767 — «по наследію жени его»), возного повіту Чернігівського сотні Ройської Івана Стодолинського (1767 — уступлений тестем, значковим товаришем Іваном Половецьким), дружини померлого осавула полкової Чернігівської артилерії Івана Сокоцького Уляни (1767), значкового товариша Павла Товстоліса (1767).
Приїжджі двори: обозного генерального Якова Лизогуба (1740), полковника чернігівського (1740, 1750, 1755, 1767 — «построенъ прежде бившимъ полковникомъ Богдановимъ», 1781), осавула полкової артилерії Івана Мартиненка (1740, 1747, 1750, 1755), отамана полкового чернігівського Григорія Плахути (1747, 1750), бунчукового товариша Григорія Лизогуба (1767 — «старой, къ житю негодной»).
Церква святої Трійці, «старая, деревянная…, при ней колоколня старая, деревянная…, огради не имеется» (1767).
Школа (1732, 1740 — «въ оной живетъ дячокъ», 1741, 1747, 1750, 1767 — «въ оной живетъ дячокъ»).
Шпиталь (1732, 1740 — «въ ономъ живетъ старицъ две», 1747, 1750, 1767 — «шпиталя нетъ»).
Шинки: полковника чернігівського (1732, 1736, 1740, 1741, 1750), обозного генерального Якова Лизогуба (1740), бунчукового Костантія Лизогуба (1750).
Млини на р. Стрижні: вешняк «о двохъ колах мучныхъ» бунчукового Дмитра Затиркевича (1742, 1754), куплена батьком його; вешняк «о двохъ колах мучныхъ» обозного генерального Якова Лизогуба (1708 — гребля і млин, 1742, 1754), влаштована предком його на власній землі. В 1781 р. згадується «плотина съ однимъ амбаромъ о двох колахъ».
Наприкінці XVIII ст. поблизу села вирізняли хутір Журавовку (нині — північно-західна околиця Халявина), «на ровном месте, между небольшим дубняком». В єдиному дворі там проживав хорунжий сотенний білоуський Онисим Козаков, разом з яким мешкав козак-підпомічник (1767).
Власники посполитих у 1755 р.: полковник чернігівський Іван Божич (53 двори), померлий обозний генеральний Яків Лизогуб (6 дворів), померлого бунчукового Семена Полуботка вдова Анастасія (2 двори), вдова Каневська (1 двір), Дмитро Затиркевич (1 двір), бунчуковий Костантій Лизогуб (2 двори). У 1767 р. власником посполитих виступає лише полковник Петро Милорадович (46 дворів).
За ревізією 1782 р. у Халявині мешкало козаків: виборних — 72 особи чоловічої статі і 60 жіночої, підпомічників — відповідно 170 і 151, артилерійських служителів — 45 і 37, старшинських осіб — 11 і 5, а також рангових посполитих — 369 і 346.
За даними на 1859 рік у козацькому й власницькому селі Чернігівського повіту Чернігівської губернії мешкало 1383 особи (681 чоловічої статі та 702 — жіночої), налічувалось 134 дворових господарства, існували православна церква, винокурний і цукровий завод.
Станом на 1886 у колишньому державному й власницькому селі, центрі Халявинської волості мешкало 1379 осіб, налічувалось 244 дворових господарства, існували православна церква, школа, постоялий будинок, 22 вітряних млини, 2 маслобійних заводи.
За переписом 1897 року кількість мешканців зросла до 855 осіб (430 чоловічої статі та 425 — жіночої), з яких всі — православної віри.
У 1880 році в Халявині було утворено волость, в яку увійшло 36 сіл: Осняки, Рябці, Бобровиця, Сядричі, Товстоліс, Хмільниця, Чорторийка, Яцево, Слобода, Півці, хутір Олександрівка, Коти, Масани, Полуботки, хутори Анатоліївський і Протопопів, Петрушин, Рогоща, Свини, Рижики, Сивки, Роїще, Роїщенський Скиток, Стасі, Сиберіж та інші. Халявинська волость розміщувалася в північно-східній частині Чернігівського повіту, переділеною річкою Стрижень.
У 1914 році Халявин одним із перших сіл в районі отримав телефонний зв'язок. У 1919 році тут було поновлено роботу сільської бібліотеки, у 1921 році — народний будинок, у 1923 році — сільбуд.
У 1917 році було проведено перепис Халявинської волості. Було встановлено, що дана адміністративно-територіальна одиниця налічувала 29 населених пунктів: Халявин, Сиберіж, Рогоща, Хмільниця, Роїще, Петрушин, Полуботки, Масани, Коти, Бобровиця, Осняки, Пижівка, Роїщенська Слобода, Стасі, Чорторийки, Терехівка, Товстоліс, Рябці, Рижики, Сядричі, Яців, Свини, Протопопівка, Скіток Роїщенський з Надточіївкою, Миколаївський хутір, Олександрівський
Іванівський хутори і Бобровицька Слобода. Населення волості дорівнювало 18038 чоловік. Дворів нараховувалось 3181. Халявинським волосним старшиною був козак Семен Васильович Мехед.
У 1917—1920 у селі кілька разів змінювалась влада. Остаточну владу отримали більшовики.
Згідно з переписом села Халявин за 1920 рік загальна площа общинних земель села дорівнювала 1637 десятин, в селі налічувалося 73 колодязі з питною водою і 4 з непридатною для пиття , 1 школа, 1 хата — читальня, 1 аматорський театр, 7 млинів, 1 майстерня, 1 пожежний сарай. Згідно того ж перепису, в нашому селі активно працювали кілька промислових підприємств, які приносили суттєвий прибуток і селу та волості.
Коли почалася колективізація халявинці не дуже поспішали вступати до новоутворених колгоспів. У 1930 році в селі було утворено колгосп імені Жданова, який спеціалізувався на вирощенні картоплі та льону (пізніше його перейменували в колгосп «Червоний жовтень»). Спочатку до даного новоутворення вступило тільки 20 халявинських господарств. Але з допомогою примусових заходів повну колективізацію в селі було завершено до 1932 року.
Згідно статистичних даних протягом 1932—1933 років в Халявині від голоду загинуло 157 людей (серед них і діти).
У 1939 році відбувся перший випуск учнів халявинської школи — десятирічки, було відкрито клуб, була створена група художньої самодіяльності.
Халявин був окупований німцями 3 вересня 1941 року об 11 годині ранку. За час окупації на примусові роботи до Німеччини було вивезено 160 чоловік, 19 халявинців було розстріляно, 90 дворів було спалено дощенту.
Село було визволено 22 вересня 1943 року силами 16 — ї гвардійської Чернігівської кавалерійської дивізії та 77 — ї гвардійської стрілецької дивізії. На фронтах війни загинуло 239 халявинців на честь яких у 1983 році було встановлено пам'ятник у центрі села.
Після війни активно працював колгосп імені Жданова, який у 1974 році отримав звання «Господарство високої культури землеробства».
12 червня 2020 року, відповідно до розпорядження Кабінету Міністрів України № 730-р від «Про визначення адміністративних центрів та затвердження територій територіальних громад Чернігівської області», село увійшло до складу Новобілоуської сільської громади.
19 липня 2020 року, в результаті адміністративно-територіальної реформи та ліквідації колишнього Чернігівського району, село увійшло до складу новоутвореного Чернігівського району.

## Населення

### Мова
Розподіл населення за рідною мовою за даними перепису 2001 року:
| Мова            | Кількість | Відсоток |
| --------------- | --------- | -------- |
| українська      | 1072      | 96.66%   |
| російська       | 27        | 2.43%    |
| білоруська      | 9         | 0.81%    |
| інші/не вказали | 1         | 0.10%    |
| Усього          | 1109      | 100%     |

## Відомі люди села
- Акуленко Олександр Петрович (1908—2002) — 48 років пропрацював трактористом у місцевому сільгосппідприємстві, нагороджений орденами «Знак Пошани» та Трудової Слави ІІІ ст.
- Богдан Михайло Іванович (1919—2002) — уродженець села Халявин, навчався у військовому училищі морської авіації, Німецько-радянську війну закінчив у званні лейтенанта, поступив до Київського державного університету, кандидат економічних наук, до виходу на пенсію викладав у Київському політехнічному інституті.
- Буштрук Ганна Федорівна (1930—2003) — працювала в колгоспі дояркою та телятницею, нагороджена орденом Леніна (1958), золотою (1958) та двома бронзовими медалями ВДНГ СРСР (1968 — 70).
- Буштрук Михайло Васильович (1941 р.н.) — механізатор, 45 років працює в сільгосппідприємстві, нагороджений орденами Трудової Слави І-го ступеня (1975) та ІІ-го ступеня (1988).
- Гайовий Анатолій Іванович (1957 р.н.) — з 1986 року працює вчителем фізичного виховання Халявинської школи, відмінник освіти України, старший вчитель, найкращий вчитель фізичної культури Чернігівщини (2004), тренер обласної дитячо-юнацької спортивної школи з лижного спорту Олімпійського резерву, підготував одного майстра спорту міжнародного класу, п'ять майстрів спорту з лижних гонок та біатлону, чотири кандидати в майстри спорту, його вихованці учасники Олімпійських ігор, призери всесвітніх студентських ігор, учасники міжнародних змагань з лижних гонок та біатлону, призери чемпіонатів світу серед юніорів. Нагороджений грамотами Міністерства освіти України (2005), Чернігівської обласної ради (2002), районної державної адміністрації та райради.
- Галенко Михайло Давидович (1918—2003) — уродженець села Халявин, ветеран Німецько-радянської війни, заслужений інженер сільського господарства УРСР, кандидат технічних наук, лауреат Державної премії УРСР, автор багатьох наукових праць по механізації сільського господарства, працював старшим співробітником Українського центрального науково-дослідного інституту в м. Київ, нагороджений орденами Червоної Зірки, Вітчизняної війни, Трудового Червоного Прапора, «Знак Пошани», медаллю «За відвагу», численними медалями.
- Горовий Іван Сергійович (1918 - 2014) — учасник бойових дії Німецько-радянської війни, лейтенант, працював головою колгоспу «Червоний Жовтень» (1946—1948), 12 років пропрацював завідувачем ферми, нагороджений орденами Вітчизняної війни (1985), Богдана Хмільницького (2003), медаллю «За відвагу», медаллю ВДНГ СРСР (1958).
- Заровний Олександр Павлович (1975 р.н.) — випускник Халявинської школи, майстер спорту Міжнародного класу (1997), переможець Кубка світу з лиже-ролерів (1994), призер Всесвітньої Універсіади (1995), у 1998 році брав участь у XVII Зимових Олімпійських іграх у Нагано (Японія).
- Зубок Микола Іванович (1917—1975) — працював головою колгоспу ім. Жданова (1946—1975), нагороджений орденами Леніна, Трудового Червоного Прапора, «Знак Пошани», великою срібною медаллю(1956), срібними та бронзовими медалями ВДНГ СРСР, занесений на обласну Дошку пошани (1954) та до районної книги Трудової Слави (1972).
- Свічкарьова Варвара Артемівна (1930 р.н.) — у колгоспі працювала дояркою (1954—1986), нагороджена орденами Леніна, Жовтневої революції (1976), бронзовою медаллю ВДНГ СРСР (1968), багатьма медалями.
- Смирнов Павло Юрійович (1989—2017) — старший солдат Збройних сил України, учасник російсько-української війни.
- Петрушинець Михайло Григорович (1915—1988) — працював директором Халявинської школи (1943—1970), відмінник освіти, нагороджений медалями «За доблесну працю» та «За трудову відзнаку».
- Пономаренко Анатолій Якович (1919—1954) — генерал Радянської Армії.
- Ткаченко Михайло Федорович (1919 - 04.09.2012 ) — учасник бойових дій Німецько-радянської війни, капітан, працював бригадиром тракторної бригади з 1946 по 1980 рр., завідувачем машинно-тракторним парком, нагороджений орденами Червоної Зірки, Леніна, Трудового Червоного Прапора, Вітчизняної війни, Богдана Хмельницького, медалями ВДНГ СРСР (1967—1972), учасник зборів переможців соціалістичного змагання в сільському господарстві УРСР.
- Тарахан Дмитро Васильович (1922—1996) — учасник бойових дій Німецько-радянської війни, у 1948—1977 рр. працював завідувачем Халявинської ветеринарної дільниці, був нагороджений «За відвагу», срібною медаллю ВСГВ (1955) СРСР.
- Трухан Володимир Павлович (1923—2000) — працював помічником завідувача машинно-тракторного парку, нагороджений орденами Трудового Червоного Прапора (1973), Жовтневої Революції (1977), багатьма медалями.
- Трухан Ганна Олександрівна (1928 р.н.) — працювала дояркою в колгоспі ім. Жданова, у 1955 році обиралася депутатом обласної ради, нагороджена малою срібною медаллю за участь у виставці ВСГВ СРСР(1954), великою золотою медаллю ВСГВ (1956), знаком Міністерства сільського господарства СРСР «Відмінник соціалістичного змагання сільського господарства» (1956).У 1954 році за підсумками обласного змагання за одержання високих надоїв молока зайняла перше місце в області
- Лісовий Євген Федосович (1931—1995) — трудову діяльність розпочав у 1949 році (загальний стаж — 45 років), з 1961 р. ланковий механізованої ланки по вирощуванню картоплі, нагороджений орденами Трудового Червоного Прапора (1973), Леніна (1976), багатьма медалями.
- Ларченко Микола Трохимович (16.01.1939 р.н.) — директор СТОВ «Прогрес»(з 1975 р.), заслужений працівник сільського господарства УРСР (1990), нагороджений орденами «Знак Пошани» (1973), Трудового Червоного Прапора (1976), срібною медаллю ВДНГ СРСР, обирався депутатом обласної ради (1990—1994), шість разів — депутатом районної ради.
- Фога Марія Єфремівна (1922—2000) — 30 років пропрацювала дояркою в місцевому сільгосппідприємстві, нагороджена орденами Трудового Червоного Прапора (1966), «Знак Пошани» (1971), двома срібними (1973) та бронзовою медалями ВДНГ СРСР. У 1974 році її ім'я занесене до обласної книги Трудової Слави.

## Галерея

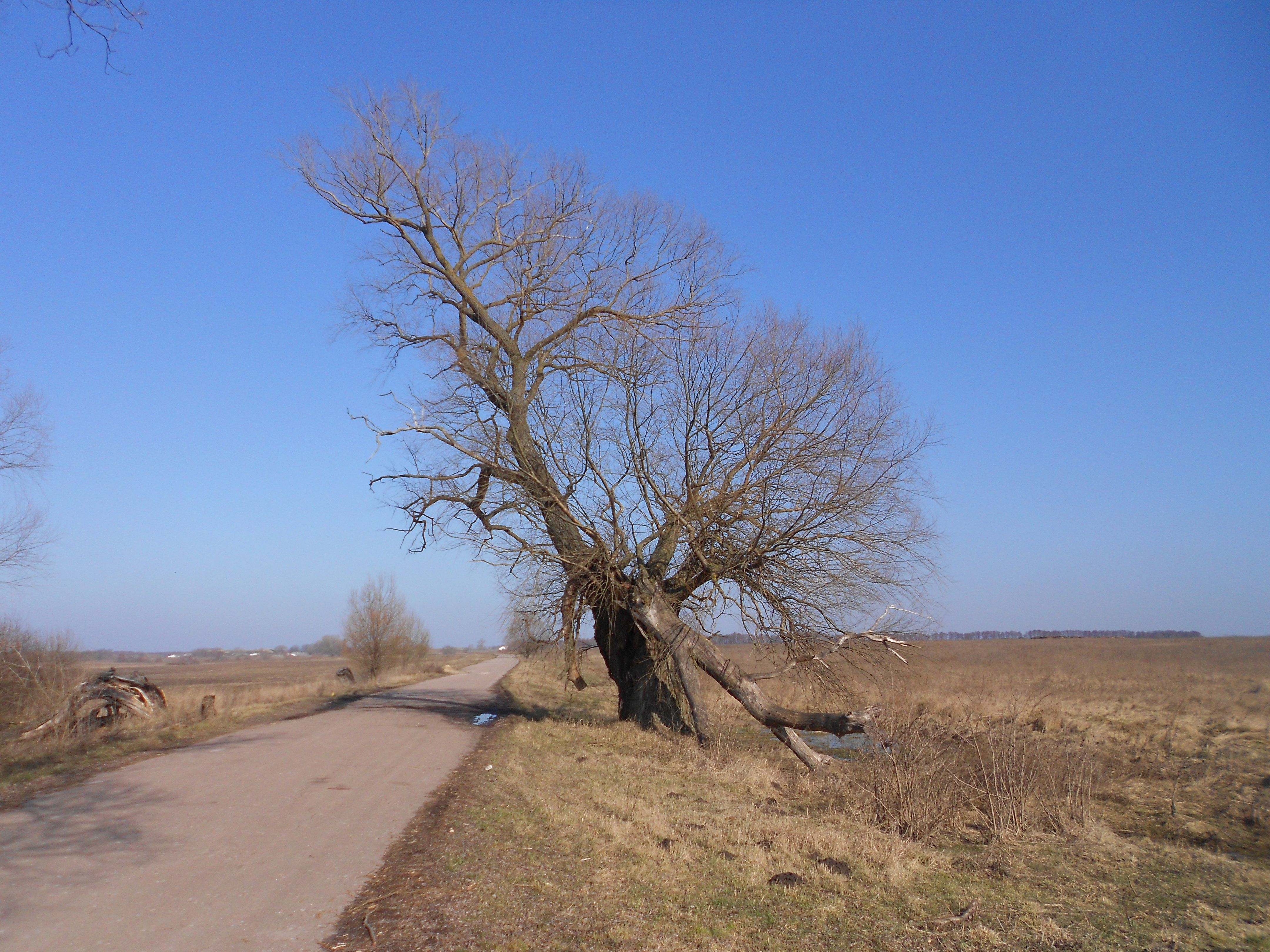
розлогі верби на в'їзді до села
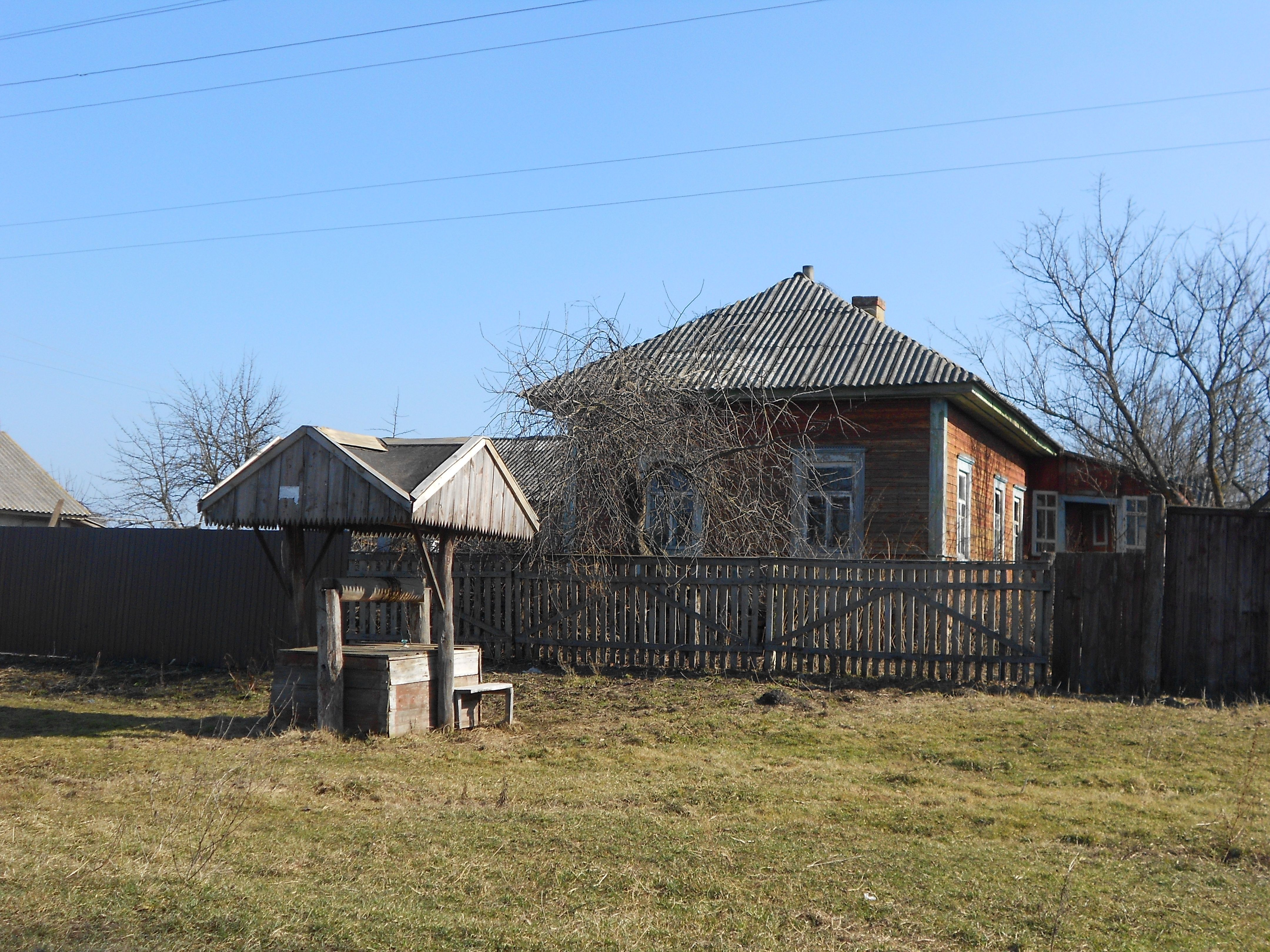
типова вулиця
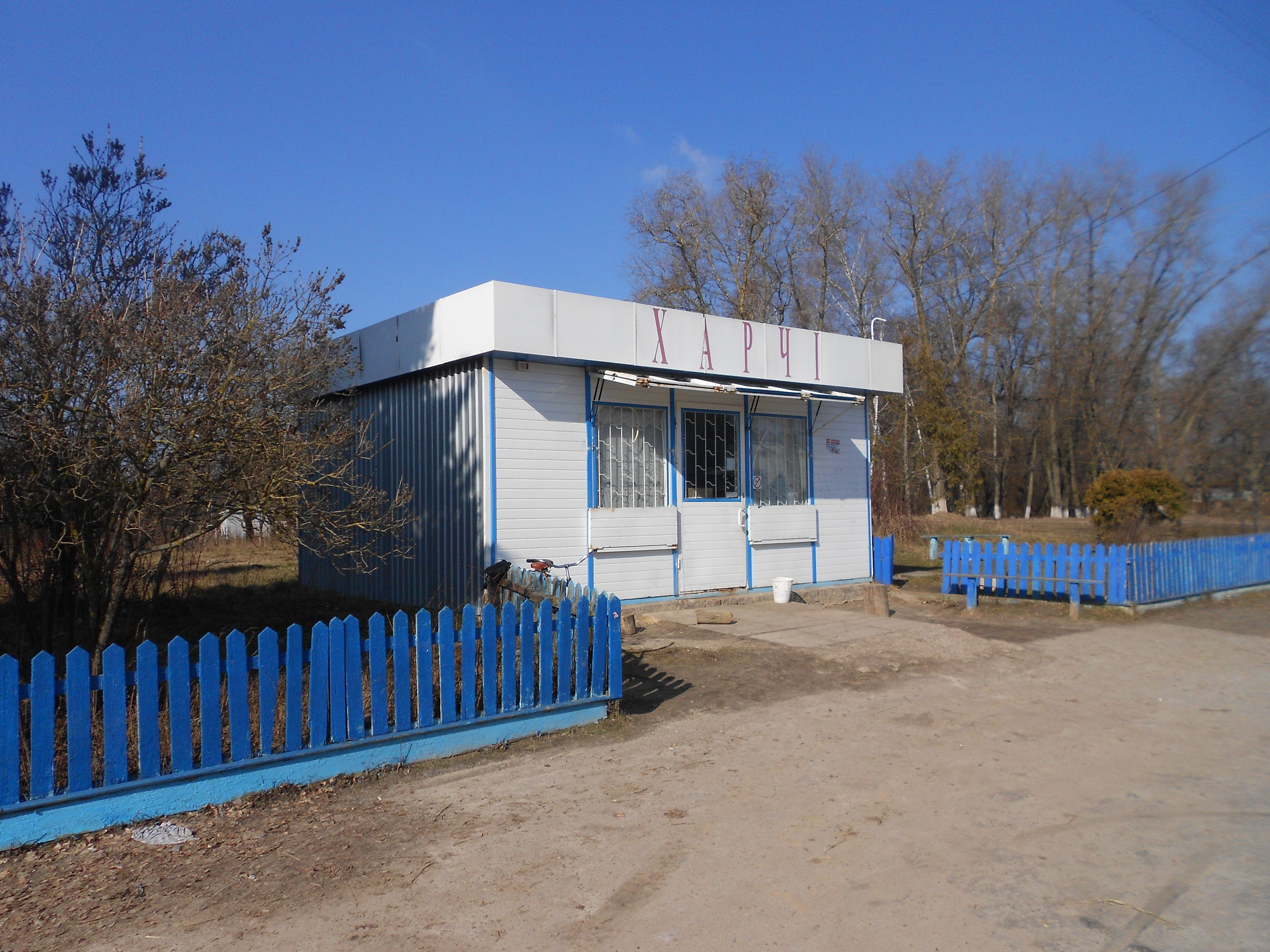
магазин "Харчі"
молочна ферма
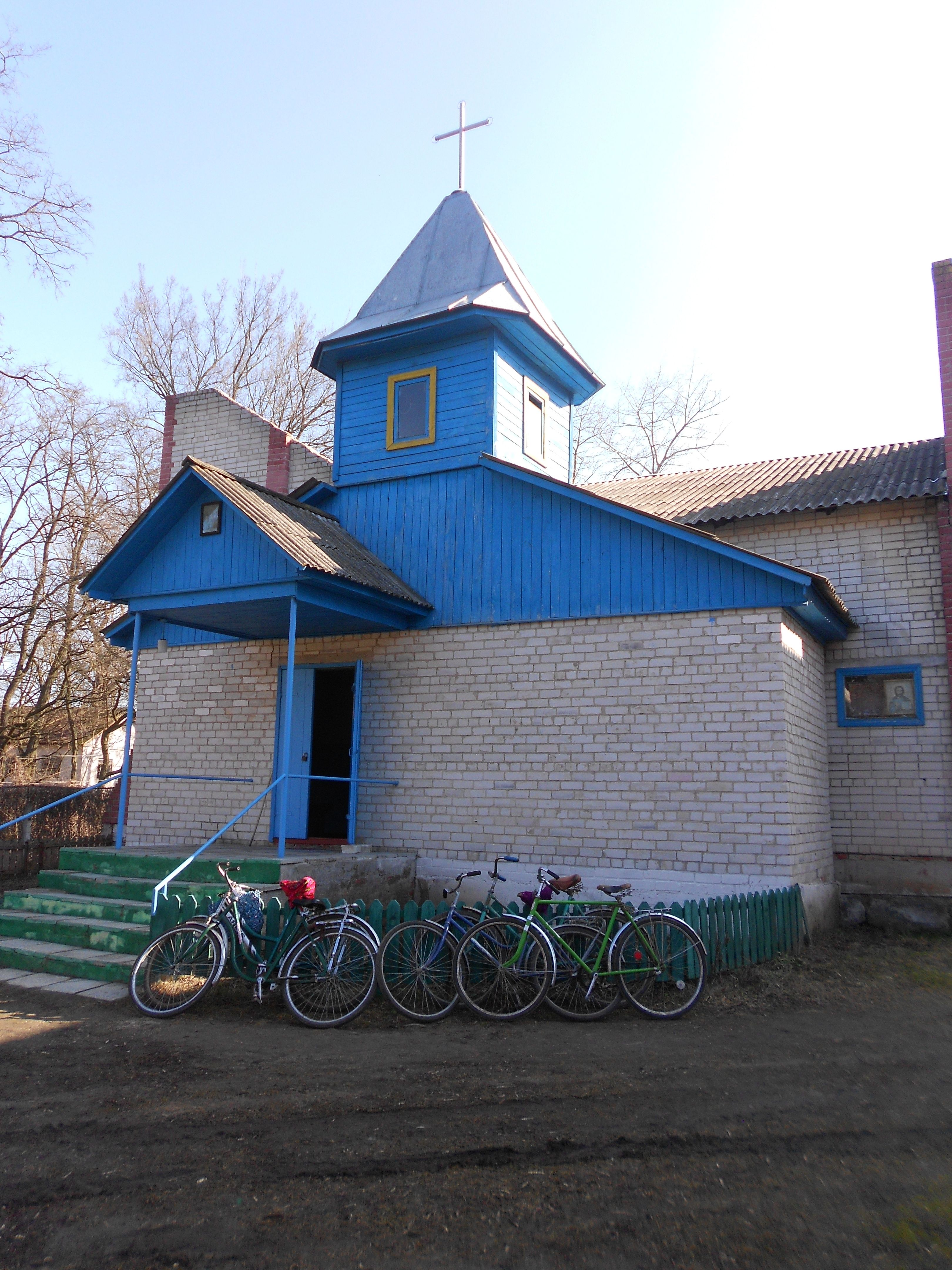
церква
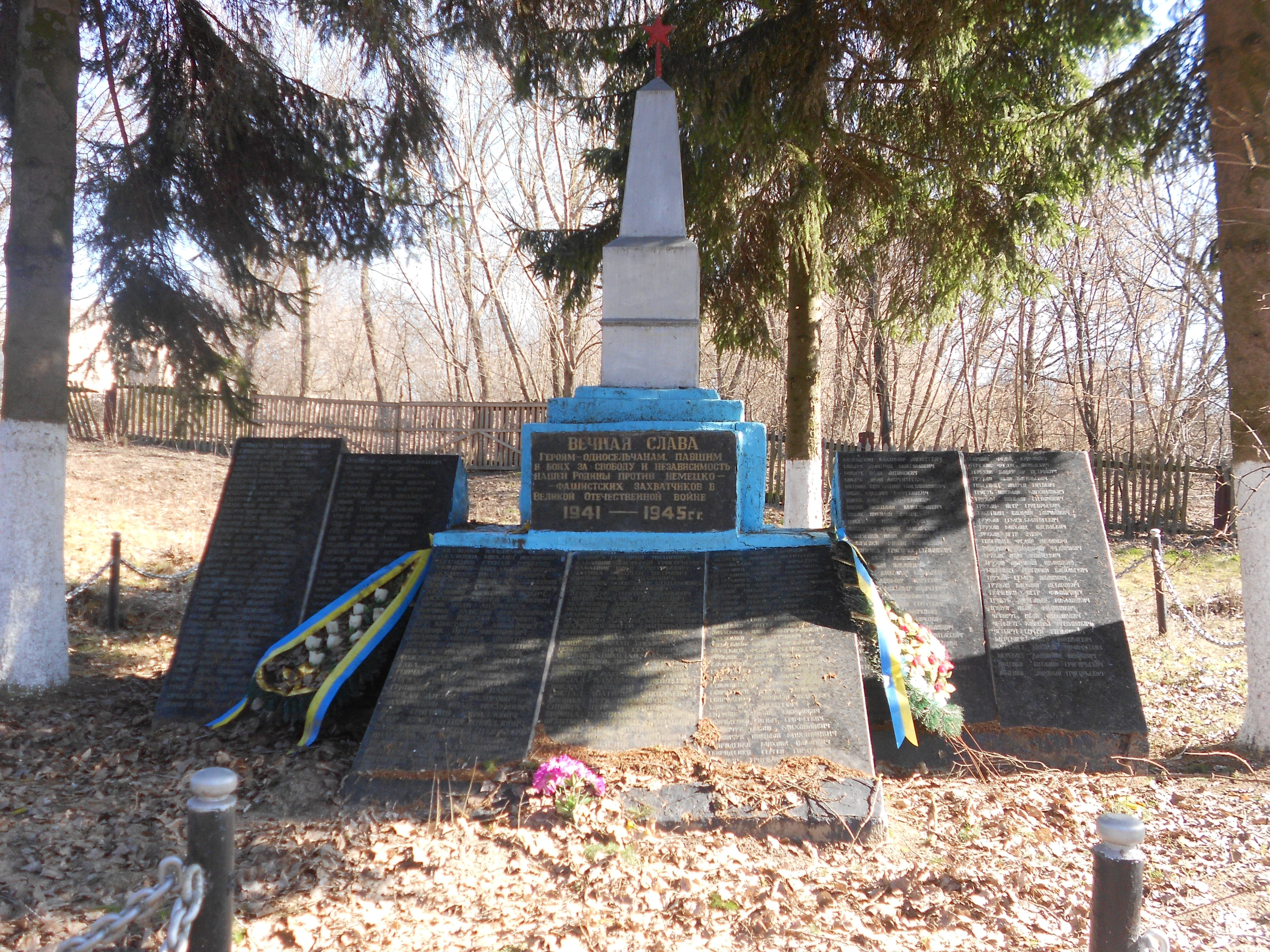
пам'ятник
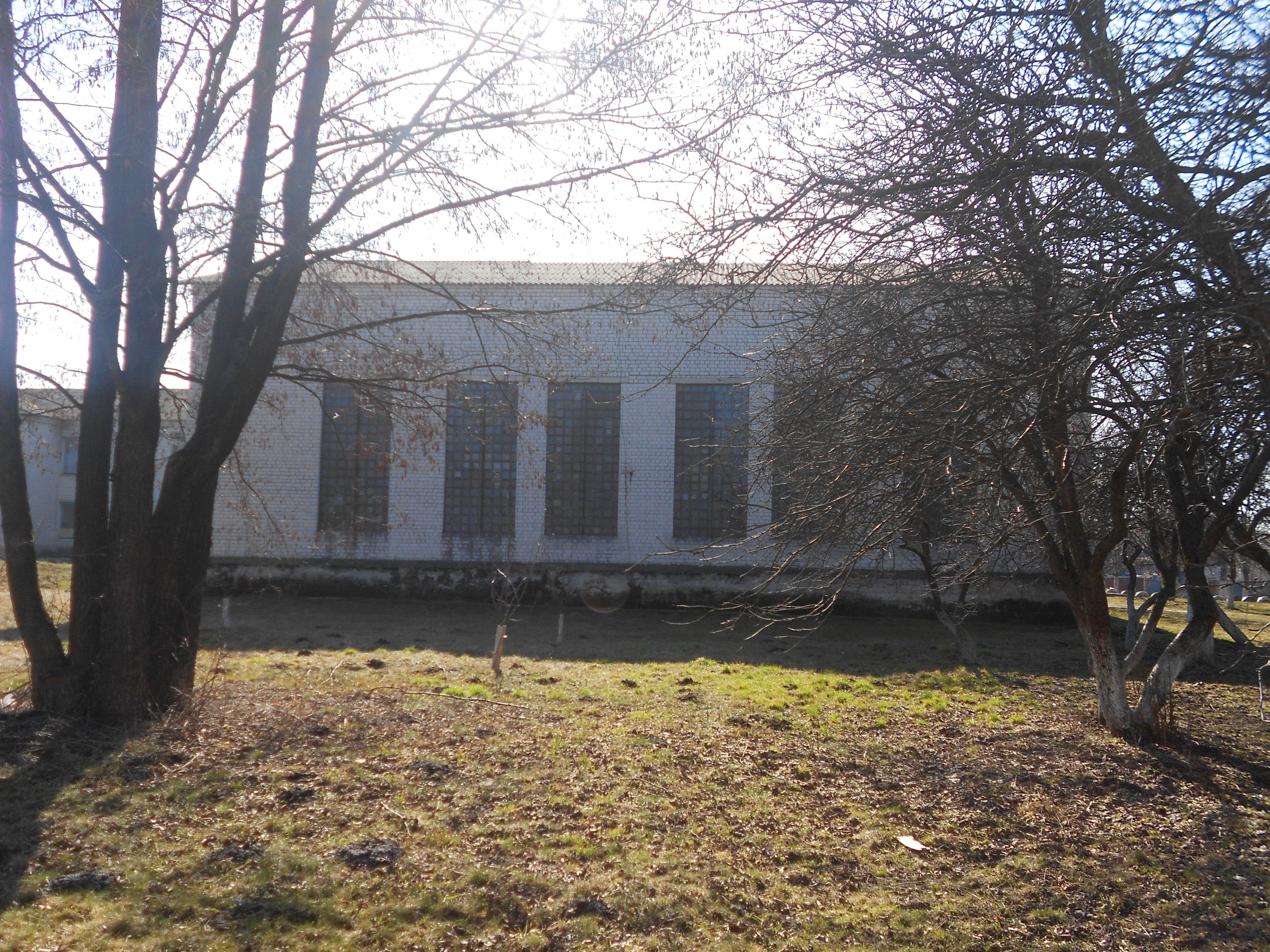
шкільний спортзал
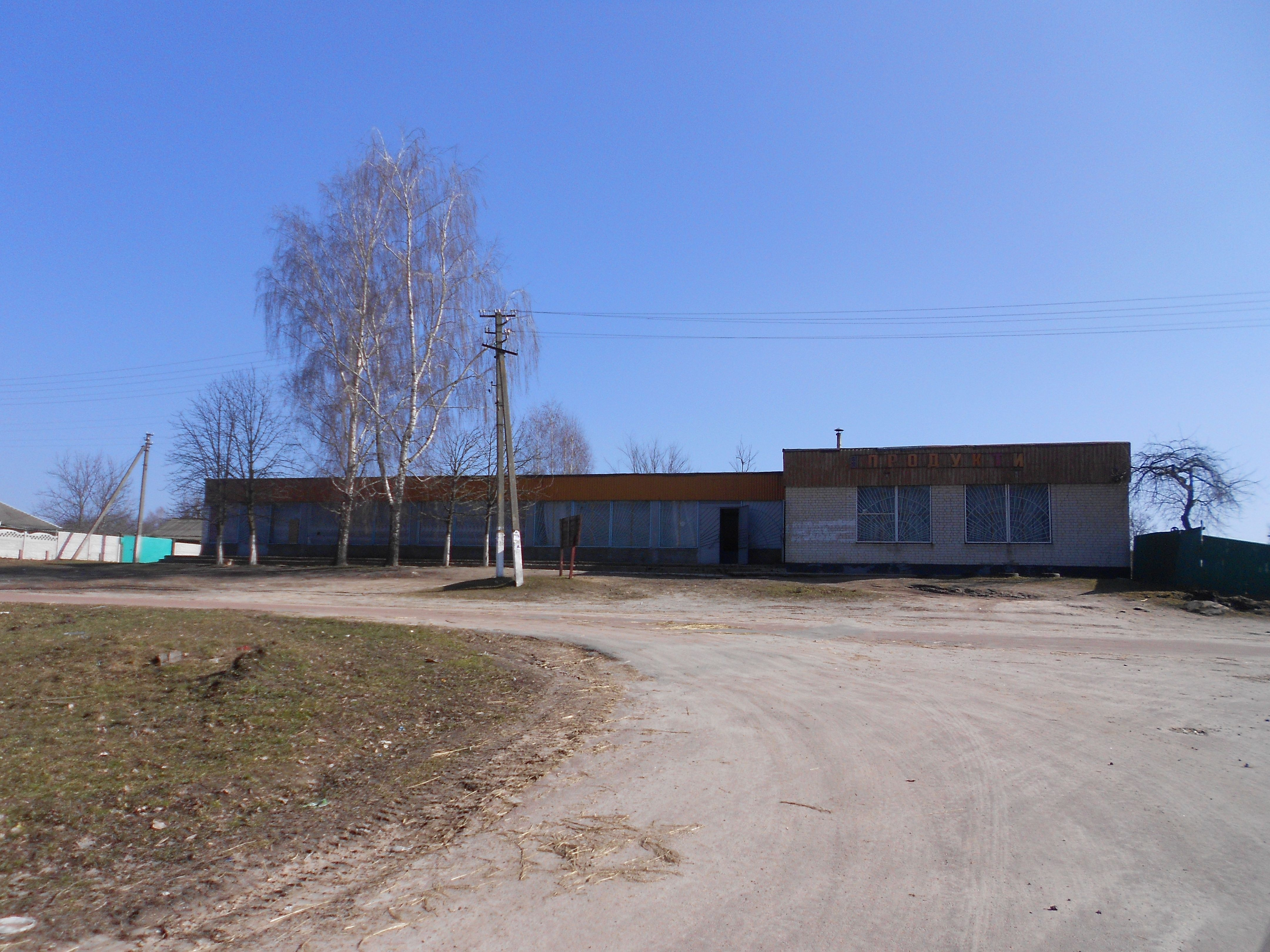
магазин
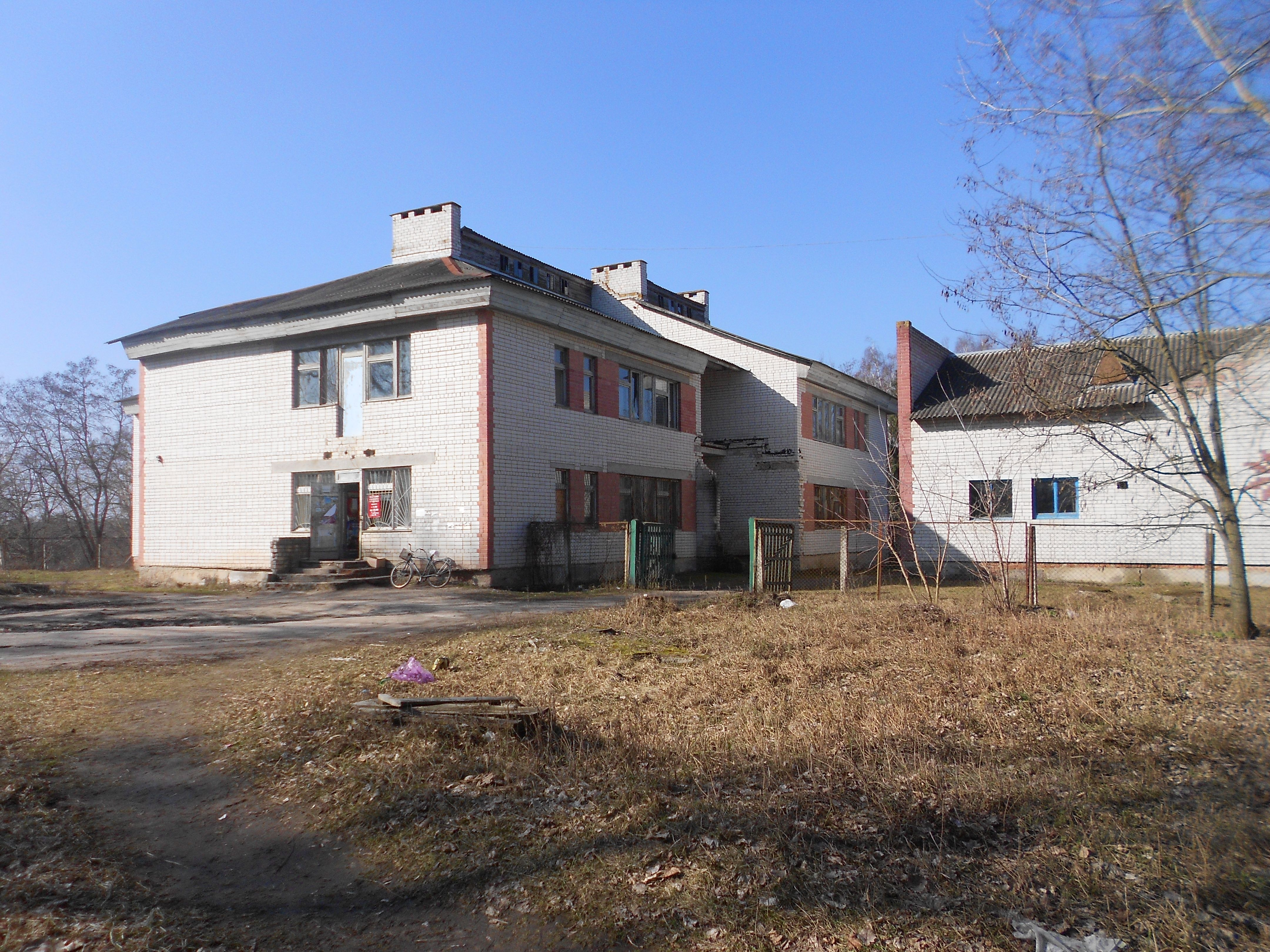
магазин
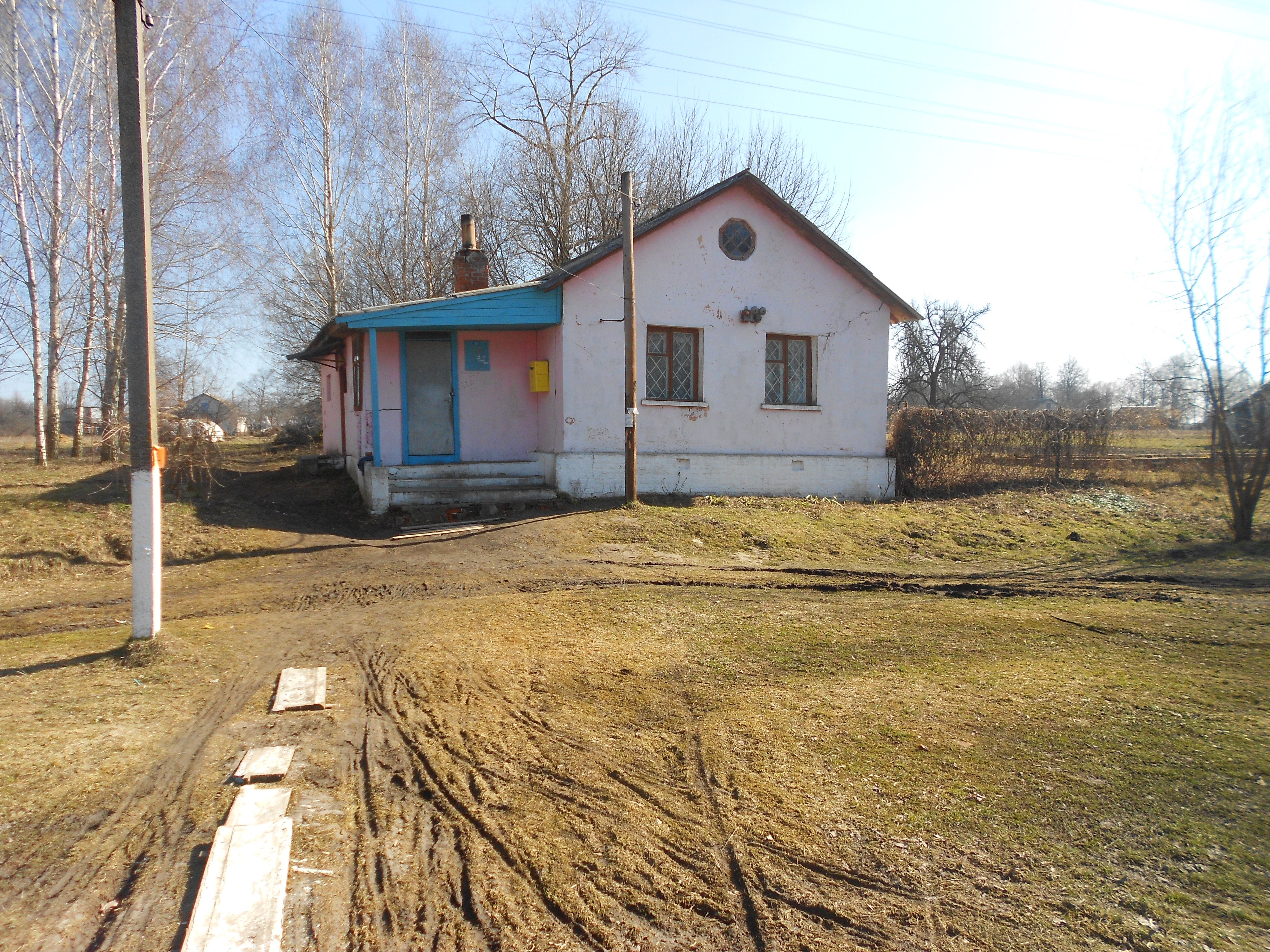
пошта
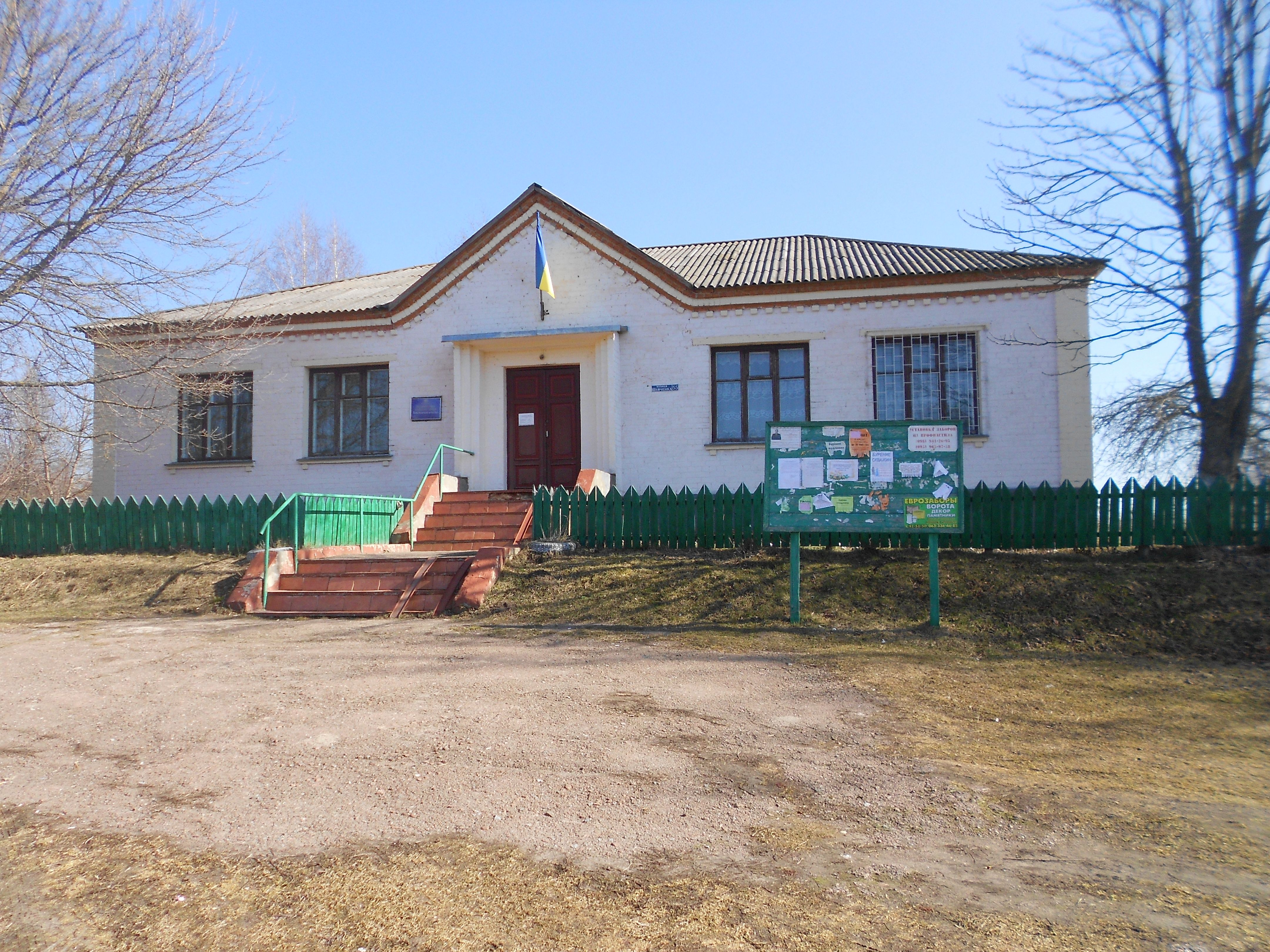
сільрада
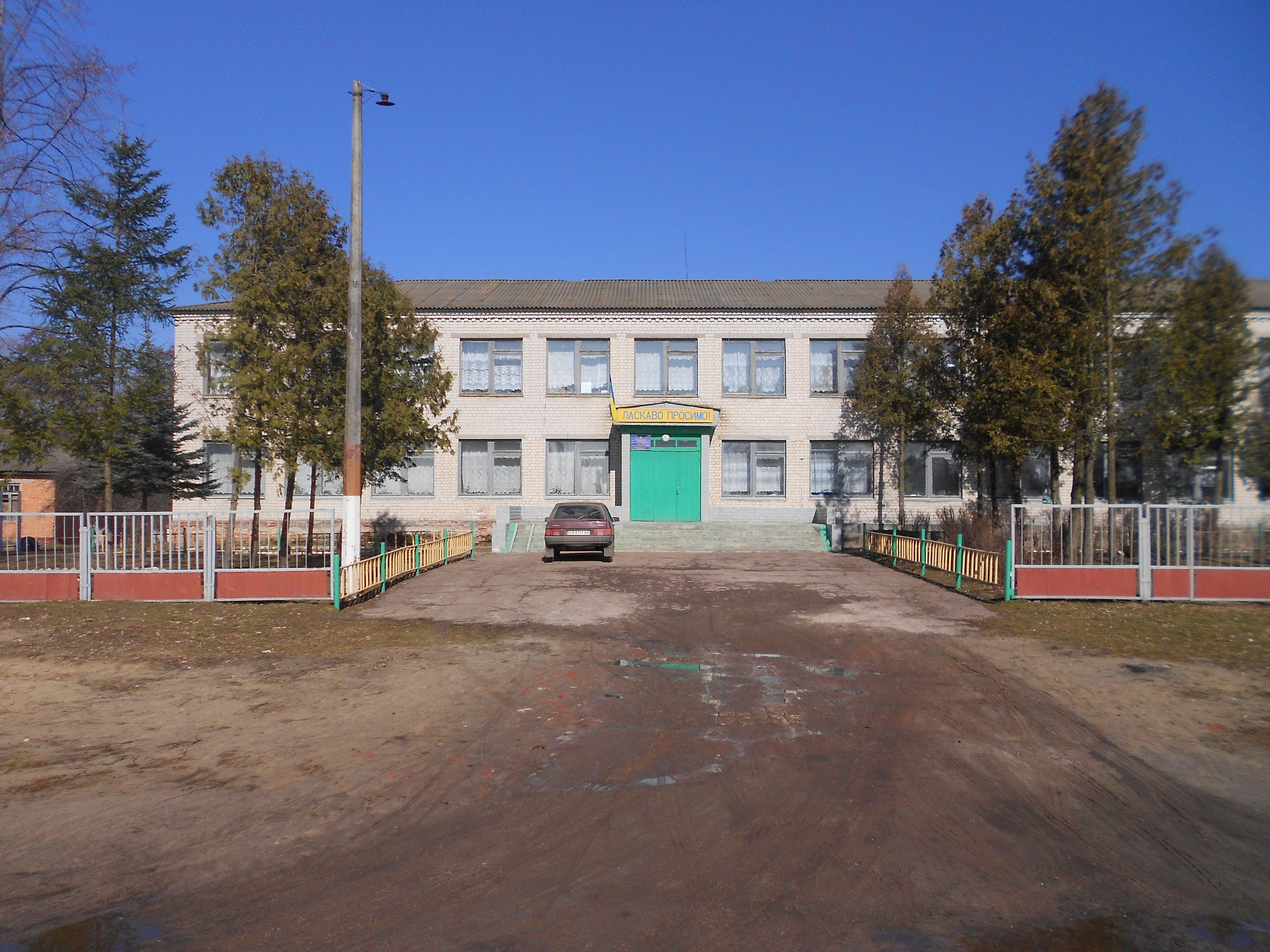
школа